# 1回換気量
1回換気量（いっかいかんきりょう、英: tidal volume、記号VT またはTV）とは、1回の呼吸で肺に出入りする空気の量のことである。健康で若い成人の場合、安静時の1回の吸気量は約500ml、または理想体重1kgあたり7mlである。

## 機械換気における1回換気量
1回換気量の設定は、肺に損傷を与えることなく十分な換気を確保するために、人工呼吸中に重要な役割を果たす。1回換気量はミリリットル単位で測定され、換気量は患者の理想体重に基づいて設定される。1回換気量の測定は、呼吸回路の漏れや、例えばネブライザーによる薬剤導入時の追加ガスの導入によって影響を受けることがある。
急性肺障害（ALI）/急性呼吸窮迫症候群（ARDS）のような人工呼吸器誘発性肺損傷は、たとえ、正常肺であっても非常に大きな1回換気量での換気、および既に病変のある肺における中等度または少量の1回換気量での換気によって引き起こされる可能性がある。神経学的障害のない患者では、1回換気量を大きく設定するほどALIの発生率が増加することが研究で示されている。同様に、コクランによる2018年のシステマティックレビューでは、低1回換気量換気が術後肺炎を減少させ、術後の侵襲的換気および非侵襲的換気の必要性を減少させるというエビデンスが示されている。